# Lindmania wurdackii
Lindmania wurdackii är en gräsväxtart som beskrevs av Lyman Bradford Smith. Lindmania wurdackii ingår i släktet Lindmania och familjen Bromeliaceae. Inga underarter finns listade i Catalogue of Life.